# اسب بالدار (فیلم ۲۰۱۹)
اسب بالدار (به چینی: 飞驰人生) یک فیلم کمدی ورزشی محصول سال ۲۰۱۹ سینمای چین به کارگردانی و نویسندگی هان هان با بازی شن تنگ و هوانگ جینگیو است. این فیلم در چین و سایر مناطق در ۵ فوریه ۲۰۱۹ به مناسبت سال نو چینی منتشر شد. اسب بالدار ۲، در ۱۰ ژانویه ۲۰۲۴ منتشر شد.

## داستان
یک راننده کهنه‌کار به نام ژانگ چی که به جرم شرکت در مسابقات اتومبیلرانی غیرقانونی، گواهینامه‌اش به حالت تعلیق درآمده است، تصمیم می‌گیرد که مجدداً در پیست مسابقات اتومبیلرانی حضور پیدا کند. البته در شرایط کنونی، او هیچ‌یک از ملزومات شرکت در این رقابت‌ها را در اختیار ندارد و…

## گیشه
در دو روز اول انتشار، این فیلم ۵۰۰ میلیون یوان درآمد باکس آفیس تولید کرد و در هفته بعد درآمد آن به بیش از یک میلیارد یوان رسید.